# Venusfigurinen von Balzi Rossi

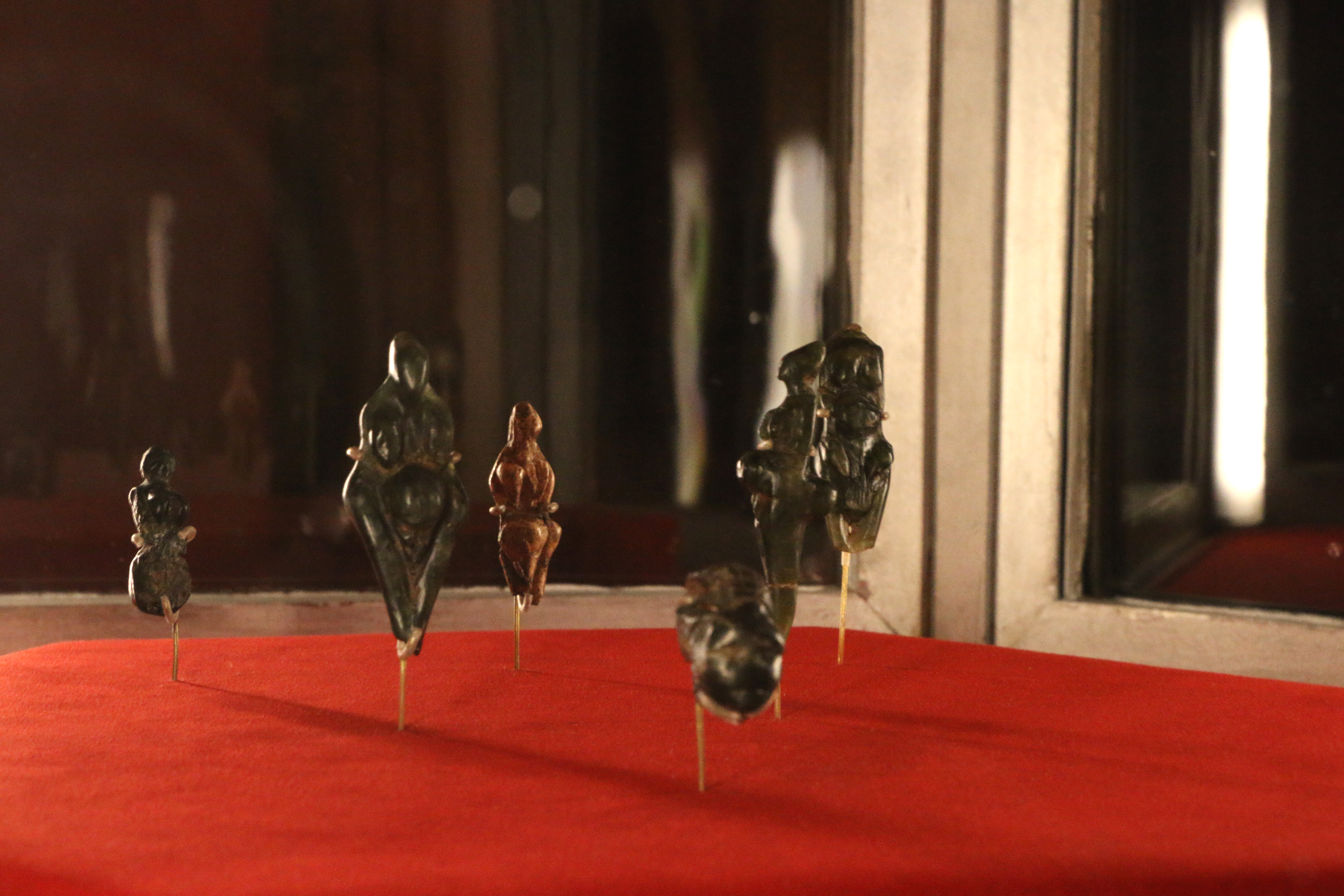
Einige der Venusfigurinen von Balzi Rossi, Musée d’Archéologie Nationale (Salle Piette) in Saint-Germain-en-Laye

Bei den Venusfigurinen von Balzi Rossi (auch: Venusfigurinen von Grimaldi, Venusfigurinen aus den Balzi-Rossi-Höhlen) aus den Höhlen bei Grimaldi di Ventimiglia (Italien) handelt es sich um dreizehn steinzeitliche Darstellungen des weiblichen Körpers. Außerdem stammen zwei Darstellungen des menschlichen Kopfes aus demselben Fundzusammenhang. Das Alter der Figurinen ist aufgrund fehlender Fundzusammenhänge nicht eindeutig bestimmbar und wird mit 24.000 bis 19.000 Jahren angegeben. Die Statuetten stammen wohl aus dem Gravettien. Sie bestehen meist aus Steatit und sind zwischen 2,4 und 7,5 cm groß.
Die Figuren wurden zwischen 1883 und 1895 von dem Antiquitätenhändler Louis Alexandre Jullien entdeckt. Der Fundort ist der Höhlenkomplex Balzi Rossi („Rote Felsen“) an der ligurischen Küste. Acht der Skulpturen befinden sich derzeit im Museum Saint-Germain-en-Laye bei Paris.

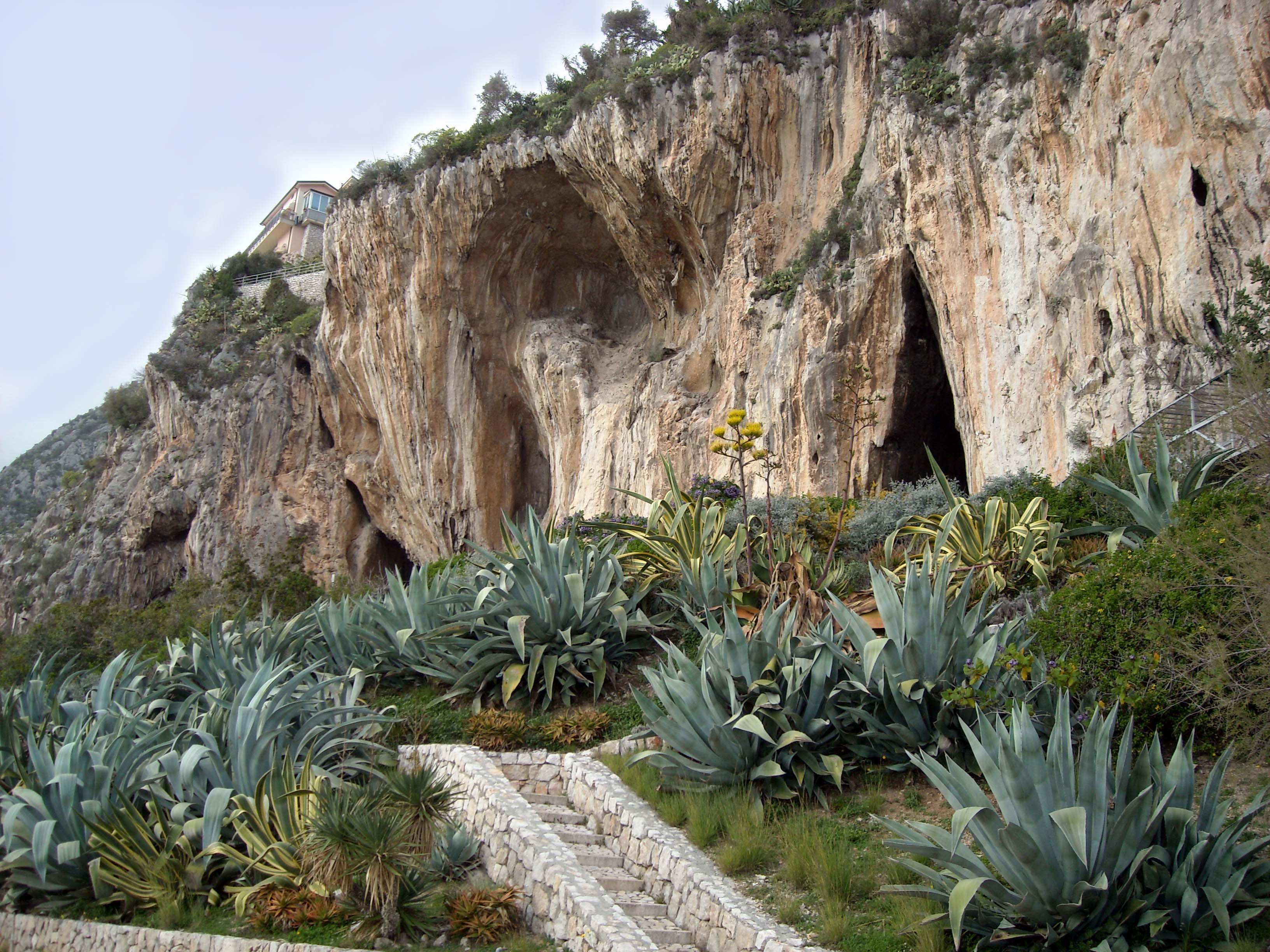
Die Höhlen der Balzi Rossi